# Mléčný koktejl
Mléčný koktejl (anglicky milkshake) je studený nápoj obvykle vyrobený z mléka, zmrzliny a sladkého sirupu. Obvykle se konzumuje brčkem z vysoké sklenice. Tento typ nápoje pochází z USA a je rozšířený zejména v Severní Americe.

## Srovnání smoothies a mléčných koktejlů
Mléčné koktejly jsou podobné smoothies, což jsou studené nápoje připravované elektrickým mixérem. Smoothies jsou vyrobeny z vody (případně mléka či ovocného džusu), drceného ledu nebo kostek ledu, různých druhů ovoce a sladidla v podobě medu nebo javorového sirupu.

## V populární kultuře
Mléčné koktejly a další studené nápoje jako „zmrzlinové plováky“ (kopeček zmrzliny umístěný ve sklenici coly nebo v jiném syceném nápoji) nebo „slady“ (mléčný koktejl se sladovým práškem) byly populární mezi teenagery v roce 1950. Přispěla k tomu jejich dostupnost v restauracích rychlého občerstvení, které je začaly nabízet ve velkém.